# Aldo Barbero
Aldo Barbero (San Guillermo, Santa Fe, 13 de febrero de 1937 - Buenos Aires, 27 de octubre de 2013) fue un actor argentino. Sus primeros trabajos fueron en radioteatros y luego desarrolló una larga carrera en televisión, teatro y cine. También realizó doblajes y trabajó como narrador en películas y en noticieros cinematográficos.
En las últimas décadas trabajó como secretario de interior de la Asociación Argentina de Actores.

## Cine
- El gran robo (1968) doblaje de la voz de Rossano Brazzi
- Invasión (1969)
- Bajo el signo de la patria (1971)
- El destino (1971)
- Balada para un mochilero (1971)
- Juguemos en el mundo (1971)
- La bestia desnuda (1971)
- La venganza del sexo (1971)
- Juan Manuel de Rosas (1972)
- La flor de la mafia (1974)
- Los golpes bajos (1974)
- La tregua (1974)
- Bodas de cristal (1975)
- ¿Qué es el otoño? (1977)
- La aventura explosiva (1977)
- Contragolpe (1979)
- La fiesta de todos (1979)
- El poder de las tinieblas (1979)
- La isla (1979)
- Tiro al aire (1980)
- El bromista (1981)
- Tiempo de revancha (1981)
- De la misteriosa Buenos Aires (1981)
- El grito de Celina (1983)
- Juego perverso  (1984)
- Los amores de Kafka (1988)
- Los extermineitors (1989)
- Loraldia (El tiempo de las flores) (1991)
- Extermineitors III, La gran pelea final (1991)
- Extermineitors IV: Como hermanos gemelos (1992)
- Muchas gracias maestro (1993) (inédita)
- Un muro de silencio (1993)
- Casas de fuego (1995) ...Voz
- Policía corrupto (1996)
- Vete de mí (Una de pasiones) (1996)
- Ciudad del sol (2001)
- Dos ilusiones (2004)
- Cargo de conciencia (2005)
- La patria equivocada (2011)
- Schafhaus, casa de ovejas (2011)
- La cola (2012)

## Televisión
- Un Osvaldo al más allá (1962)
- Dos a quererse (1963)
- Ese que siempre está solo (1964)
- Simplemente María (1969)
- El exterminador (1972)
- La Novela Mensual (1972)
- Fortín Quieto (1979)
- Andrea Celeste (1979)
- Lo imperdonable (1981)
- Nosotros y los miedos (1982-1983)
- María de nadie (1985)
- Estrellita mía (1987)
- Tiempo cumplido (1987)
- Tu mundo y el mío (1987)
- Mi nombre es coraje (1988)
- La extraña dama (1989)
- Herencia maldita (1990)
- Soy Gina (1992)
- El oro y el barro (1992)
- Con pecado concebidas (1993)
- Alén, luz de luna (1996)
- Hombre de mar (1997)
- Ricos y famosos (1997)
- Campeones de la vida (2000)
- Gladiadores de Pompeya (2006)
- Mujeres asesinas. Capítulo: Pilar, esposa (2006)
- Hermanos y detectives (2006)

## Teatro
- Deolinda Correa. (1967)
- Las hijas de Caruso. (1999)
- La profesión de la señora Warren. (2005)
- El último yankee, de Arthur Miller, versión de Laura Yusem. (2007)
- El tiempo es un sueño. (2008)
- Cremona. (2008)
- La sombra de Federico. (2009)
- El debut de la piba, obra dirigida por Laura Bove. (2009)
- Todos los grandes gobiernos han evitado el teatro íntimo. (2011)
- Tierra del fuego, de Mario Diament, dirección de Alberto Wainer. (2011)
- ¡Jettatore!, de Gregorio de Laferrère, versión dirigida por Agustín Alezzo. (2012)
- Las D`enfrente, radioteatro para ver. (2012)
- Gris de ausencia, dirigida por Agustín Alezzo. (2013)

## Doblajes
- 1963 - Cuero crudo. Doblaje de Clint Eastwood.
- 1968 - El gran robo. Doblaje de Rossano Brazzi.
- 1972 - La bastarda. Doblaje de Jorge Rivero.
- 1975 - Los hijos de Fierro. Voz en off.
- 1988 - Sinfín. Voz de Alberto Ure.
- 1986 - La República perdida II. Documental. Narrador.
- 1986 - Expreso a la emboscada. Voz de Bernard Giraudeau.
- 1998 - Comisario Ferro. Doblaje de Carlos Iglesias (Comisario Carlos Ferro).
- 1998 - La nube. Voz de Eduardo.
- 1999 - Condor Crux. Película animada. Voz de Amauta.
- 2002 - Bahía mágica. Voz de Tibor.

## Reconocimientos
- 2011 - Premio Trinidad Guevara a la trayectoria.[4]
- 2012 - Medalla conmemorativa por los 50 años de afiliación a la Asociación Argentina de Actores.[5]